# Jean Peyrelevade
Jean Peyrelevade   (Marsella, 1939) és un alt polític i líder empresarial de centre esquerra francès.

## Biografia
Jean Peyrelevade va començar la seva carrera el 1963 al Ministeri de Transports, Secretaria General d'Aviació Civil, on va treballar durant deu anys en importants programes de construcció d'aeronaus civils. Responsable dels aspectes econòmics del programa, va dirigir els primers estudis de mercat del Concorde i va afirmar des del principi que seria un fracàs comercial. Després va participar al primer grup de treball que va definir les especificacions del primer Airbus. En deixar la funció pública, es va incorporar a Crédit Lyonnais a principis dels anys 1970, on va treballar en el finançament del comerç internacional (comerç i béns de capital).
En aquest càrrec, va crear el departament de Finançament Aeronàutic, que va finançar totes les exportacions d'Airbus, sense excepció, entre 1974 i 1981. Jean Peyrelevade va negociar i signar ell mateix a Seül, amb Denis Viard d'Airbus Industrie, el primer contracte d'exportació de Airbus (sis A300, comprat sota arrendament fiscal per Korean Airlines).
Nomenat el 1981 director adjunt del gabinet de Pierre Mauroy i assessor econòmic del Primer Ministre, va gestionar les nacionalitzacions, encara que va professar el seu escepticisme sobre el seu interès. Va participar activament en el “gir de rigor” de 1982-1983. Jean Peyrelevade va ser nomenat i després confirmat al capdavant de grans empreses estatals: president de Suez del 1983 al 1986, després, després de dos anys, del Banque Stern (privat) del 1986 al 1988, de la UAP del 1988 al 1993 i del Crédit Lyonnais. del 1993 al 2003. Va ser nomenat director del banc per fer-li un gir quan aquest, després d'haver assumit riscos “irraonablement”, es trobava a la vora de la fallida. Tornarà sobre aquest període al seu llibre Journal d’un rescat publicat el 2016. També va ser responsable, el 1986, de negociar acords per establir Eurodisney a París, en nom de les autoritats franceses. Des del 2004, va treballar com a banquer d'inversió privat a Toulouse et Associés, després al banc Leonardo, del qual va presidir la filial francesa, després al banc Degroof ia Petercam. Des del 2019 és independent i actua com a assessor de líders empresarials. Està dedicat especialment a la recuperació d'empreses en dificultats. Del 2014 al 2019 va dissenyar i després va recolzar la recuperació de SAUR. Així mateix, avui és president del Consell de Supervisió del grup Bourbon, al qual va ajudar a sortir d'un acord judicial.
A més de Bourbon, és director de MK2, de Vitalliance de la qual és accionista i de la start-up Myre.
Jean Peyrelevade sempre va rebutjar qualsevol condecoració.
Es va graduar a l'École polytechnique, l'École nationale de l'aviation civile, Sciences Po i La Sorbona.